# Kimchi
Kimchi er Koreas nationalret af gærede grøntsager og undertiden rejer eller andre små havdyr. Grøntsagerne varierer, men basis er ofte kinakål sammen med hvidløg, radise og frisk rød chilipeber. Kimchi har en stærk smag og duft og er nærmest obligatorisk til et koreansk måltid.
Kimchi kan spises alene eller tilberedt sammen med andre ingredienser i forskellige retter. Fx kimchigryde (kimchi jjigae) og kimchistegt ris (kimchi bokkeumbap). Fordi kimchi er både smagfuld og sund, er retten blevet stadig mere populær rundt om i verden.

## Hovedingredienser
Kimchi-variationer bestemmes af de forskellige gærede grøntsager. Den mest populære variant er "baechu" (kinakål), men der findes mange varianter. Der anvendes regionale grøntsager, som er aktuelle for årstiden. Kimchi-museet i Seoul har dokumenteret 187 historiske og nutidige varianter af kimchi. Ingredienserne til kimchi er også varierende, men til de almindelige varianter anvendes hvidløg, radise, ingefær, fiskesauce, tørrede chiliflarn, rejer eller østers.

## Næring og sundhed
Kimchi indeholder meget kostfiber og er kaloriefattig. En portion giver op til 80 % af dagligt anbefalet behov for vitamin C og karoten. De fleste typer kimchi indeholder løg, hvidløg og peber, hvilket af visse dietister anses for nyttigt. Kimchi er også almindeligvis rigt på vitamin A, tiamin (B1), riboflavin (B2), kalcium og jern, samt mælkesyrebakterier. Blandt de typiske er Lactobacillus kimchii. Tidskriftet Health placerede kimchi på sin liste som en af verdens fem sundeste retter på grund af dens rigdom på vitaminer, fremme af fordøjelsen samt for en mulig reducering af vækst af cancer.

## Historie
Kimchiens historie kan spores langt tilbage i tiden. Kimchi blev omtalt for 2.600-3.000 år siden. Det første skriftlige bevis for kimchiens eksistens findes i den ældst bevarede kinesiske digtsamling, ShiKyung. I denne bog kaldes kimchi for «Ji», betegnelsen som blev brugt før, den blev kendt som «Chimcahe» (hanja: 沈菜, "gennemblødt grøntsag"), dimchae og timchae, hvor det sidst nævnte ord anvendtes i Koreas tre kongeriger. Ordet moderniseredes senere til jimchi og nu kimchi.
Den tidligste type kimchi bestod kun af saltede grøntsager. Det var i 1100-tallet, at folk begyndte at inddrage andre typer af krydderier for at skabe andre smagstyper og farver som sur og sød smag og hvid og orange farve.
Det var først i begyndelsen af 1600-tallet, at den nuværende kimchitype opstod. Den bestod af saltet kinakål krydret med stærk chilipeber. Chilipeber var ukendt i Korea til begyndelsen af 1600-tallet. Det blev importeret fra Japan eller Kina, hvorfra vestlige handelsmænd bragte det med sig.
Efter at have krydret den saltede kinakål, lagres kimchi i en beholder i omtrent tre dage, før den er færdigsyrnet. Afhængigt af individuelle ønsker kan lagringstiden variere, og kimchien vil smage fra tam til sur. Denne type kimchi blev populær i 1800-tallet. Den kaldes baechu kimchi og er fortsat den almindeligste og mest populære type kimchi.
Traditionelt blev kimchi syrnet i keramiske krukker gravet ned i jorden. Om vinteren sørgede denne form for lagring kendt som kimjang for, at koreanerne kunne nyde kimchi i vintermånederne, når ferske grøntsager ikke var tilgængelige.

## Andet
- Mange koreanere lagrer kimchi i deres køleskab, som er lavet for at opbevare kimchien under optimal temperatur, så syrningen bliver rigtig.[12]

- Når man tager billeder, siger sydkoreanere ofte ordet "kimchi" på samme måde, som mennesker fra engelsksprogede lande siger "cheese".[13]

## Verdensarv
I 2013 blev kimchi optaget på UNESCOs verdensarvliste for Sydkorea og i 2015 også for Nordkorea.